# Zakaria Benchaâ
Zakaria Benchaâ (en arabe : زكرياء بن شاعة) est un footballeur international algérien né le 12 juin 1997 à Oran. Il évolue au poste d'avant centre au Al Fehayheel SC.

## Biographie

### MC Oran
Benchaâ naît à Oran. Il commence sa carrière au MC Oran dans les catégories de jeunes. En 2015, il rejoint l'équipe A du club.

### USM Alger
Le 23 mars 2018, Zakaria Benchaâ rejoint l'USM Alger pour trois saisons. Il fait ses débuts dans l'équipe lors de la Coupe arabe des clubs champions 2018-2019, à l'occasion d'une victoire contre Al-Qowa Al-Jawiya. Le 14 août, il réalise ses débuts en Ligue 1 contre le DRB Tadjenanet, en tant que remplaçant, et marque son premier but avec à la clé une victoire 3-1. Benchaâ souffre toutefois de blessures qui l'empêchent de briller. Il termine la saison prématurément et ne joue que sept matchs. La saison suivante, après s'être débarrassé de sa blessure, Benchaâ joue un rôle majeur dans la Ligue des champions de la CAF, où il marque cinq buts, y compris un doublé contre l'AS Sonidep et le Gor Mahia FC. Auréolé de ses bonnes performances, il reçoit sa première sélection en équipe d'Algérie le 21 septembre 2019, contre le Maroc. Ce match nul et vierge rentre dans le cadre des éliminatoires du championnat d'Afrique des nations 2020.
Lors des transferts hivernaux 2019-2020, Benchaâ part pour le club tunisien du CS Sfaxien, en prêt pour six mois avec option d'achat. Après une longue attente due à la fermeture des frontières, Benchaâ retourne en Algérie. Antar Yahia, le directeur sportif de l'USM Alger, déclare que Benchaâ a de bonnes capacités et qu'il s'entraînera avec l'équipe réserve.

### CS Sfaxien
Le 30 janvier 2020, Benchaâ rejoint le club tunisien du CS Sfaxien en prêt pour six mois. Après son arrivée, il subit une blessure qui l'empêche de jouer pendant des mois. Son premier match a finalement lieu contre le CA Bizertin le 9 août 2020. Son premier but a lieu contre l'US Ben Guerdane, lorsque Benchaâ marque un doublé dans une victoire 4-0. En raison de la Pandémie de Covid-19, le prêt est prolongé jusqu'au 30 septembre, soit jusqu'à la fin du championnat tunisien, après un accord entre les deux clubs. Les deux clubs avaient un différend dans ce dossier, en août 2020. Les Tunisiens avaient menacé de saisir la Fédération tunisienne de football (FTF) et la FIFA pour l'activation de l'option d'achat. Le 25 septembre 2020, Benchaâ retourne à l'USM Alger.

## Statistiques

### En club
| Saison                | Club                  | Championnat           | Championnat | Championnat | Championnat | Coupe(s) nationale(s) | Coupe(s) nationale(s) | Coupe(s) nationale(s) | Supercoupe | Supercoupe | Supercoupe | Compétition(s) continentale(s) | Compétition(s) continentale(s) | Compétition(s) continentale(s) | Compétition(s) continentale(s) | Total | Total | Total |
| Saison                | Club                  | Division              | M.          | B.          | P.d.        | M.                    | B.                    | P.d.                  | M.         | B.         | P.d.       | Comp.                          | M.                             | B.                             | P.d.                           | M.    | B.    | P.d.  |
| 2014-2015             | MC Oran               | Ligue 1               | 6           | 1           | 1           | 0                     | 0                     | 0                     | -          | -          | -          | -                              | -                              | -                              | -                              | 6     | 1     | 1     |
| 2015-2016             | MC Oran               | Ligue 1               | 13          | 1           | 2           | -                     | -                     | -                     | -          | -          | -          | -                              | -                              | -                              | -                              | 13    | 1     | 2     |
| Sous-total            | Sous-total            | Sous-total            | 19          | 2           | 3           | 0                     | 0                     | 0                     | -          | -          | -          | -                              | -                              | -                              | -                              | 19    | 2     | 3     |
| 2018-2019             | USM Alger             | Ligue 1               | 5           | 1           | 0           | -                     | -                     | -                     | -          | -          | -          | -                              | -                              | -                              | -                              | 5     | 1     | 0     |
| 2019-2020             | USM Alger             | Ligue 1               | 12          | 1           | 1           | 1                     | 0                     | 0                     | -          | -          | -          | C1                             | 7                              | 5                              | 0                              | 20    | 6     | 1     |
| 2020-2021             | USM Alger             | Ligue 1               | 15          | 3           | 0           | 2                     | 0                     | 0                     | -          | -          | -          | -                              | -                              | -                              | -                              | 17    | 3     | 0     |
| Sous-total            | Sous-total            | Sous-total            | 32          | 5           | 1           | 3                     | 0                     | 0                     | -          | -          | -          | -                              | 7                              | 5                              | 0                              | 42    | 10    | 1     |
| 2019-2020             | CS Sfaxien (prêt)     | Ligue 1 Pro           | 8           | 3           | 0           | 2                     | 0                     | 0                     | 1          | 0          | 0          | -                              | -                              | -                              | -                              | 11    | 3     | 0     |
| 2021-2022             | Cherno More Varna     | Efbet Liga            | 7           | 0           | 0           | -                     | -                     | -                     | -          | -          | -          | -                              | -                              | -                              | -                              | 7     | 0     | 0     |
| 2022-2023             | Cherno More Varna     | Efbet Liga            | 13          | 3           | 0           | 1                     | 0                     | 1                     | -          | -          | -          | -                              | -                              | -                              | -                              | 14    | 3     | 1     |
| Sous-total            | Sous-total            | Sous-total            | 20          | 3           | 0           | 1                     | 0                     | 1                     | -          | -          | -          | -                              | -                              | -                              | -                              | 21    | 3     | 1     |
| 2023-2024             | CS Constantine        | Ligue 1               | 23          | 5           | 2           | 2                     | 0                     | 0                     | -          | -          | -          | -                              | -                              | -                              | -                              | 25    | 5     | 2     |
| 2024-2025             | CS Constantine        | Ligue 1               | 21          | 2           | 5           | 1                     | 0                     | 0                     | -          | -          | -          | C2                             | 14                             | 6                              | 0                              | 36    | 8     | 5     |
| Sous-total            | Sous-total            | Sous-total            | 44          | 7           | 7           | 3                     | 0                     | 0                     | -          | -          | -          | -                              | 14                             | 6                              | 0                              | 61    | 13    | 7     |
| Total sur la carrière | Total sur la carrière | Total sur la carrière | 123         | 20          | 11          | 9                     | 0                     | 1                     | 1          | 0          | 0          | -                              | 21                             | 11                             | 0                              | 154   | 31    | 12    |

## Palmarès
USM Alger
- Championnat d'Algérie (1) :
  - Champion : 2018-19.

 CS Sfaxien
- Championnat de Tunisie :
  - Vice-champion : 2020.
- Supercoupe de Tunisie
  - Finaliste en 2018-2019